# Матер, Кир
Кир Александер Матер (англ. Keir Alexander Mather; род. 1998) — британский политик, член Лейбористской партии.

## Биография
Родился в 1998 году в городе Кингстон-апон-Халл, провёл детство близ Селби. Изучал историю и политологию в Оксфордском университете, окончив его с отличием. Занимался в парламенте исследовательской работой для теневого министра здравоохранения Уэса Стритинга, затем работал старшим советником по общественным делам в Конфедерации британской промышленности.
Матер привлёк к себе внимание ещё в студенческие годы, став активистом сообщества ЛГБТ. В частности, когда в 2018 году Жермен Грир прибыла в университет по приглашению Оксфордского союза, Матер, будучи геем, публично заявил, что известная феминистка делала «дегуманизирующие и крайне опасные комментарии о трансгендерных женщинах» (dehumanising and downright dangerous comments about transgender women), поскольку та заявила, что мужчины не могут быть женщинами. В том же году Матер назвал «крайне бесчувственным» (hugely insensitive) приглашение Оксфордским союзом российского посла в течение Оксфордской недели гордости и выступил в защиту геев, подвергающихся преследованиям в Чечне.
20 июля 2023 года состоялись дополнительные выборы в Палату общин, включая голсование в округе Селби и Эйнсти, где сенсационную победу одержал Кир Матер. Округ считался надёжно консервативным (на предыдущих выборах в этом округе кандидат консерваторов опередил лейбористского соперника на 20 137 голосов), и победа Матера означала крупнейшую с 1945 года утрату большинства какой-либо из партий. В возрасте 25 лет новый депутат оказался самым молодым в составе Палаты.